# Dirphya adorata
Dirphya adorata är en skalbaggsart. Dirphya adorata ingår i släktet Dirphya och familjen långhorningar.

## Underarter
Arten delas in i följande underarter:
- D. a. adorata
- D. a. sibutensis